# Alain de Benoist
Alain de Benoist (n. 11 decembrie 1943, Saint-Symphorien⁠(d), Centre-Val de Loire, Franța) eseist și filozof francez. Este considerat drept fondatorul ideologii Noii Drepte europene, totodată conducător al think-tankului Grupul de cercetare și de studiu al civilizației europene (GRECE).

## Viziuni
Fiind apropiat la început mișcărilor franco-algeriene la începutul scrierilor sale din 1970, ulterior a trecut la atacuri asupra globalizării, imigrației în masă și a liberalismului, ca fiind în cele din urmă fatale pentru existența Europei prin diviziunea și defectele sale.
Benoist se opune liberalismului de tip american, considerat de el ca fiind impus după cel de-al doilea război mondial, cât și așa numita idee de „melting pot”.
El se opune lui Jean-Marie Le Pen, chiar dăcă mulți oameni influențați de Benoist îl suportă. Se opune de asemenea, imigrației arabilor în Franța. Favorizează etnopluralismul, în care, organic, culturile și națiunile trebuie să se dezvolte independent.
Benoist este, de asemenea, un susținător al ideii federalismului integral, în care statul națiunii este depășit, dând drumul identităților regionale și celui continental comun simultan.
Benoist se consideră atât la stânga cât și de dreapta politică, deși critică democrația liberală modernă.
Thomas Sheehan argumentează că Benoist a dezvoltat o nouă formulare a fascismului (adică Benoist e fascist).
Benoist se opune creștinismului ca fiind intolerant, teocratic și pornit pe persecuții.

## Lucrări
Benoist a publicat numeroase lucrări în domeniul arheologiei, tradițiilor populare, istoriei religiilor. A publicat peste 50 de cărți și peste 3 mii de articole, care au fost traduse în aproape 20 de limbi. El a primit o educație juridică, filosofică și teologică.

## Legături externe
- Site web oficial